# Princezniny deníky
Princezniny deníky  (v anglickém originále The Princess Diaries) je desetisvazková série novel, která je někdy označována jako dívčí román, americké spisovatelky Meg Cabotové, která byla vydána v letech 2000 až 2009.
Příběh vypráví osud fiktivní čtrnáctileté hrdinky, americké dívky Mii Thermopolisové, která se zničehonic dozví, že je korunní princeznou ve fiktivní evropské zemi Genovii.

## Filmové ztvárnění
- Deník princezny - americký film společnosti Walt Disney režiséra Garryho Marshalla z roku 2001 s Anne Hathawayovou a Julií Andrewsovou v hlavní roli
- Deník princezny 2: Královské povinnosti - americký film společnosti Walt Disney režiséra Garryho Marshalla z roku 2004 s Anne Hathawayovou a Julií Andrewsovou v hlavní roli

## Externí odlkazy
- Princezniny deníky v Databázi knih